# Dypterygia lignaris
Dypterygia lignaris là một loài bướm đêm thuộc họ Noctuidae. Nó được tìm thấy ở Nam Mỹ, bao gồm Costa Rica và Colombia.